# Mixquiahuala
Mixquiahuala és un municipi de l'estat d'Hidalgo. Mixquiahuala de Juárez és el cap de municipi i principal centre de població d'aquesta municipalitat. Aquest municipi és a la part occidental de l'estat d'Hidalgo. Limita al nord amb el municipi de El Chilcuauhtla, al sud amb Tezontepec de Aldama i Tetepeango, l'oest amb Tezontepec de Aldama i a l'est amb Progreso de Obregón.